# Lonely (Joel Corry)
Lonely è un singolo del DJ britannico Joel Corry, pubblicato il 24 gennaio 2020 come secondo estratto dal primo EP Four for the Floor e incluso nella prima raccolta Another Friday Night.

## Video musicale
Il video musicale, reso disponibile in concomitanza con l'uscita del brano, è stato diretto da Elliot Sampson.

## Tracce
Testi e musiche di Joel Corry, Harlee, Robert Harvey, Lewis Thompson e Neave Applebaum.
Download digitale
1. Lonely – 3:10

Download digitale – Remixes
1. Lonely (Vize Remix) – 2:49
2. Lonely (Goodboys Remix) – 2:43
3. Lonely (Robbie Doherty Remix) – 5:54
4. Lonely (Tobtok Remix) – 3:13
5. Lonely (Next Habit Remix) – 3:25
6. Lonely (Sammy Porter Remix) – 2:56
7. Lonely (Marcus Santoro Remix) – 3:27
8. Lonely (Beth Yen Remix) – 5:18

## Formazione
- Joel Corry – programmazione, produzione
- Harlee – voce
- Lewis Thompson – programmazione, produzione, ingegneria del suono
- Neave Applebaum – programmazione, produzione, ingegneria del suono
- Kevin Grainger – missaggio, mastering

## Classifiche

### Classifiche settimanali
| Classifica (2020) | Posizione massima |
| ----------------- | ----------------- |
| Belgio (Vallonia) | 68                |
| Croazia           | 22                |
| Irlanda           | 3                 |
| Polonia           | 9                 |
| Regno Unito       | 4                 |
| Slovacchia        | 70                |
| Slovenia          | 10                |

### Classifiche di fine anno
| Classifica (2020) | Posizione |
| ----------------- | --------- |
| Croazia           | 25        |
| Irlanda           | 18        |
| Polonia           | 75        |
| Regno Unito       | 14        |
| Slovenia          | 35        |